# Raión de Bohorodchany
Bohorodchany (en ucraniano: Богородчанський район) fue un raión o distrito de Ucrania en el óblast de Ivano-Frankivsk. En la reforma territorial de 2020, su territorio fue incluido en el raión de Ivano-Frankivsk.
Comprendía una superficie de 799 km².
La capital era el asentamiento de tipo urbano de Bohorodchany.

## Demografía
Según estimación 2010 contaba con una población total de 65300 habitantes.

## Otros datos
El código KOATUU es 2620400000. El código postal 77700 y el prefijo telefónico +380 3471.